# Xã Greenfield, Quận Blair, Pennsylvania
Xã Greenfield (tiếng Anh: Greenfield Township) là một xã thuộc quận Blair, tiểu bang Pennsylvania, Hoa Kỳ. Năm 2010, dân số của xã này là 4.173 người.